# Kościół św. Andrzeja Boboli w Połocku
Kościół św. Andrzeja Boboli w Połocku – kościół parafialny w Połocku na Białorusi. Znajduje się w dzielnicy Zadźwinie.

## Historia
Parafia św. Andrzeja Boboli powstała 20 września 1997 roku. W latach 90. XX w. na kościół przebudowano budynek kina.

## Architektura
Kościół zaprojektował W. Pairuga. Dobudowano do niego budynek szkółki niedzielnej. Dominującym elementem świątyni jest pięciokondygnacyjna dzwonnica.
Autorem fresków jest Włodzimierz Kondrusiewicz, a Walerian Januszkiewicz wykonał płaskorzeźby „Męczenników za wiarę” na drzwiach wejściowych. Freski przedstawiają m.in. śmierć św. Jozafata Kuncewicza, mord bazylianów w Połocku, śmierć św. Andrzeja Boboli, śmierć bł. Antoniego Leszczewicza i bł. Jerzego Kaszyry.